# تپه پامدبقی
تپه پامدبقی مربوط به دوران پیش از تاریخ ایران باستان - هزاره ۲ یا ۳ قبل از میلاد است و در شهرستان فارسان، بخش مرکزی، دهستان میزدج علیا، روستای پردنجان واقع شده و این اثر در تاریخ ۲۷ اسفند ۱۳۸۷ با شمارهٔ ثبت ۲۶۵۵۹ به‌عنوان یکی از آثار ملی ایران به ثبت رسیده‌است.